# El Cubo de Tierra del Vino
El Cubo de Tierra del Vino – gmina w Hiszpanii, w prowincji Zamora, w Kastylii i León, o powierzchni 34,31 km². W 2011 roku gmina liczyła 389 mieszkańców.